# Ренегаты (фильм)
«Ренегаты» — американский кинофильм 1989 года.

## Сюжет
Полицейский Бастер Мак-Генри работает под прикрытием и в какой-то момент вынужден преступить закон, приняв участие в ограблении. В результате два человека убито, сам Бастер ранен и похищено старинное индейское копье. Раненому Бастеру помогает молодой индеец Хэнк Сторм. Ему нужно копьё, которое похитили бандиты. А Бастер преследует самих бандитов. Таким образом, индейцу и полицейскому придётся объединиться.

## В ролях
- Кифер Сазерленд ― детектив Бастер МакГенри
- Лу Даймонд Филлипс ― Хэнк Сторм
- Роберт Неппер — Бобби Марино
- Билл Смитрович — детектив Финч
- Джейми Герц ― Барбара
- Кларк Джонсон — Джей Джей
- Питер Макнилл — детектив Дэнни Рэнсом
- Флойд Вестерман — Красный Ворон Сторм, отец Хэнка Сторма
- Гари Фармер — Джордж Сторм, брат Хэнка  Сторма